# Duemiglia
Duemiglia era il nome con cui in età medievale e moderna era conosciuto il territorio suburbano della città di Cremona, per un'estensione appunto di due miglia intorno alle mura della città oltre i Corpi Santi.
Le Duemiglia comprendevano i territori agricoli direttamente appartenenti alla città, ed erano privi di centri abitati rilevanti: la popolazione risiedeva infatti nei borghi extramurali o nelle cascine.
Un'analoga organizzazione del suburbio, risalente all'età medievale, era presente in varie città lombarde, ma il caso cremonese si differenziava per avere una doppia cerchia. Se i Corpi Santi di Cremona erano legalmente più legati alla città che alla provincia, per le Due Miglia valeva il contrario.
Il comune di Duemiglia venne aggregato alla città di Cremona dal 1801 al 1805, poi dal 1809 al 1816 da Napoleone, per poi essere restaurato. Nel 1862 annesse San Savino, e Cava Tigozzi nel 1868. Le Duemiglia si unirono definitivamente a Cremona nel 1920.